# Monopterus boueti
Monopterus boueti är en fiskart som först beskrevs av Pellegrin 1922.  Monopterus boueti ingår i släktet Monopterus och familjen Synbranchidae. IUCN kategoriserar arten globalt som otillräckligt studerad. Inga underarter finns listade i Catalogue of Life.